# Червоненко Анатолій Анатолійович
Анато́лій Анато́лійович Червоне́нко (* 1995) — чемпіон Дефлімпійських Ігор з вільної боротьби, чемпіон Європи 2022 року, член збірної команди України, майстер спорту України міжнародного класу.

## Біографія
Червоненко Анатолій народився в с. Камчик у 1995 року. Вихованець Камчицької спортивної школи з боротьби, тренерами якого були Златов Василь Георгійович та Георгієв Георгій Васильович. Далі Анатолій випускник ХВУФК. Як спортсмен ШВСМ більш ніж успішно виступив у категорії до 86 кг, завоювавши дві золоті медалі Чемпіонату Європи, спочатку серед Юніорів, а через два дні і серед дорослих спортсменів, у півфіналі з явною перевагою вигравши у чинного Олімпійського чемпіона з Росії.